# پیمان کوبا–آمریکا
پیمان کوبا-آمریکا در ۱۷ نوامبر ۱۹۰۳ میان تئودور روزولت رئیس جمهور وقت ایالات متحده آمریکا و توماس استرادا پالما اولین رئیس جمهور کوبا برای اجاره دادن خلیج گوانتانامو به دولت آمریکا برای استفاده‌های دریانوردی امضا گردید.
آمریکا پس از حمله به افغانستان بازداشتگاه گوانتانامو را در آن احداث کرد.

## پیمان روابط ۱۹۰۳
قوانین ایالات متحده رئیس‌جمهور را موظف می‌کرد تا کنترل کوبا را تنها زمانی به دولت آن واگذار کند که آن دولت هفت بند تعیین‌شده در قانون ایالات متحده توسط متمم پلات در مارس ۱۹۰۱ را تأیید کرده باشد. پیمان روابط ۱۹۰۳ اشاره داشت که مجلس قانون اساسی کوبا در تاریخ ۱۲ ژوئن ۱۹۰۱، مفاد متمم پلات را به قانون اساسی خود اضافه کرده است (در ۲۱ فوریه ۱۹۰۱). این مفاد، از جمله دیگر موارد، استقلال دولت کوبا را محدود کرده و به ایالات متحده این حق را می‌داد تا بر امور کوبا نظارت کند و گاه در آن دخالت نماید. دولت کوبا قدرت را در اختیار گرفت و نیروهای ایالات متحده در تاریخ ۲۰ مه ۱۹۰۲ خارج شدند. بند نهایی متمم پلات، نیازمند آن بود که مفاد دیگر آن نیز از طریق پیمان به تصویب برسد. پیمان روابط، که در مه ۱۹۰۳ امضا شد، این هدف را محقق کرد.
پیمان روابط ۱۹۰۳ به‌عنوان توجیهی برای اشغال دوم کوبا از سال ۱۹۰۶ تا ۱۹۰۹ استفاده شد. در تاریخ ۲۹ سپتامبر ۱۹۰۶، وزیر جنگ ایالات متحده (و رئیس‌جمهور آینده ایالات متحده)، ویلیام هووارد تفت، اشغال دوم کوبا را آغاز کرد و دولت موقت کوبا را بر اساس شرایط این پیمان (ماده سوم) تأسیس نمود و خود را به‌عنوان فرماندار موقت کوبا معرفی کرد. در تاریخ ۲۳ اکتبر ۱۹۰۶، رئیس‌جمهور روزولت با صدور فرمان اجرایی ۵۱۸ این فرمان را تأیید کرد.
پیمان روابط ۱۹۰۳ با پیمان روابط کوبا و آمریکا (۱۹۳۴) جایگزین شد. این پیمان به میزان زیادی پیمان ۱۹۰۳ را لغو کرد، در حالی که حق ایالات متحده برای اجاره زمین به‌منظور تأسیس یک پایگاه دریایی را تأیید می‌کرد و همچنان ایالات متحده را از مسئولیت اقدامات انجام‌شده پیش از تأسیس جمهوری کوبا در سال ۱۹۰۲ مبرا می‌دانست.